# Garrett Clayton
Pour les articles homonymes, voir Clayton.

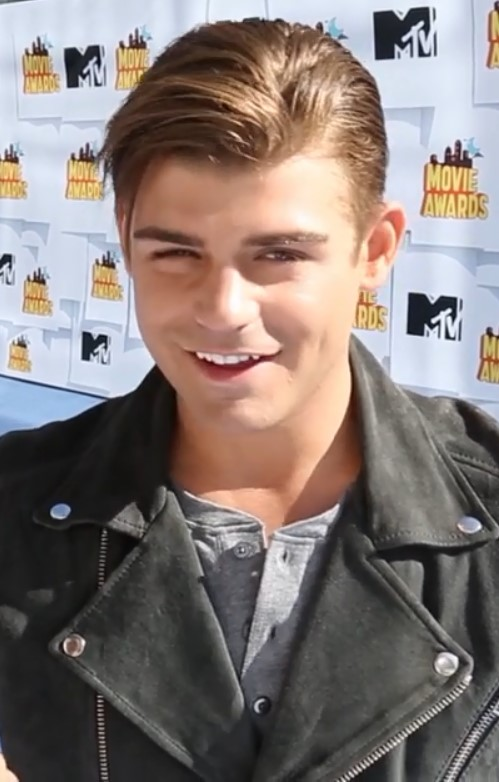

Garrett Clayton, de son vrai nom Gary Clayton, est acteur, chanteur et danseur américain, né le 19 mars 1991 à Dearborn dans le Michigan. Il est surtout connu pour son interprétation pour son rôle de Blake dans Une danse pour Noël, partageant l'affiche avec Ralph Macchio et de Tanner dans Teen Beach Movie, un Disney Channel Original Movie, réalisé par Jeffrey Hornaday.

## Biographie
En 2010, Glayton fait une apparition dans le feuilleton Des jours et des vies et la série Shake It Up. En 2012, Garrett Clayton obtient le rôle principal dans le téléfilm Une danse pour Noël et, l'année suivante, le rôle de Tanner dans la comédie musicale de Disney Teen Beach Movie dans laquelle il joue le chef des surfers. La même année, il joue le rôle d'Earl dans la troisième saison de Jessie.
En 2016, Clayton décroche le rôle de Brent Corrigan, dans le thriller King Cobra, au côté de James Franco racontant l’affaire du meurtre du producteur de films pornographiques Bryan Kocis.
En 2017, Clayton décroche le rôle de Steven, un adolescent suicidaire, dans le film Reach.

### Vie privée
Au mois d'août 2018, Clayton fait son coming out homosexuel sur le réseau social Instagram ; il annonce être en couple avec Blake Knight,.

## Filmographie

### Films
- 2008 : The Tower de Dan Falzone et Dan McGowan : un zombie
- 2009 : Magic Mentah de John Higbie : Sander
- 2010 : Virginia  de Dustin Lance Black : le jeune mormon no 2
- 2011 : Love, Gloria de Nick Scown : Tad
- 2012 : The Oogieloves in the Big Balloon Adventure de Matthew Diamond : le danseur
- 2015 : Don't Hang Up de Damien Macé et Alexis Wajsbrot : Brady Manion
- 2016 : King Cobra de Justin Kelly : Brent Corrigan
- 2018 : Reach de Leif Rokesh : Steven
- 2018 : Possession (Between Worlds) de Maria Pulera : Mike

### Téléfilms
- 2012 : Une danse pour Noël (Holiday Spin) de Jonathan A. Rosenbaum : Blake
- 2013 : Teen Beach Movie de Jeffrey Hornaday : Tanner
- 2015 : Teen Beach 2 de Jeffrey Hornaday : Tanner
- 2016 : Hairspray Live! de Kenny Leon et Alex Rudzinski : Link Larkin

### Séries télévisées
- 2010 : Des jours et des vies (Days of Our Lives) : Eli (saison 1, épisode 11 324)
- 2010 : Shake It Up : Dylan (saison 1, épisode 7 : Une fête décevante)
- 2013 : The Client List : Billy (saison 2, épisode 14 : L’Étau se resserre)
- 2013 : Jessie : (Eddie) Earl (saison 3, épisode 4 : Rendez-vous surprise et panique au zoo !)
- 2014-2016 : The Fosters : Chase (5 épisodes)
- 2015 : 100 choses à faire avant le lycée (100 Things to Do Before High School) : Stephen Powers (1 épisode)
- 2016 : The Real O'Neals : Ricky (1 épisode)